# 华纳查普尔音乐
华纳查普尔音乐公司（英語：Warner Chappell Music, Inc.）是一家美国音乐出版公司，隶属于华纳音乐集团。华纳查普尔音乐旗下拥有超过140万音乐作品和100,000作曲家，并在全球二十多个国家或地区设有办事处。

## 公司历史
华纳查普尔音乐公司的历史最早可以追溯到1811年成立的查普尔公司，这是一家位于英国伦敦邦德街的音乐出版公司和乐器商店，专门从事钢琴制造。
1929年，华纳兄弟公司接连收购了威特马克父子公司、雷米克音乐公司、哈姆斯公司等一系列音乐公司， 并在1969年收购了帖木儿音乐公司（Tamerlane Music）。 这些公司在后来被整合为华纳兄弟音乐公司。
华纳查普尔音乐公司于1987年在美国得克萨斯州圣安东里奥正式成立；当时华纳兄弟音乐公司董事长查克·凯力主从宝丽金（现环球音乐集团）手中购下查普尔公司。次年，华纳查普尔音乐公司就收购了白桦树集团（Birch Tree Group）；该公司是《祝你生日快乐》及弗兰西斯·克拉克钢琴教学书的出版商。 1990年，它又收购了托姆·贝尔和甘柏与霍夫的出版公司——三巨头音乐（Mighty Three Music）。